# Cantel
Cantel è un comune del Guatemala facente parte del dipartimento di Quetzaltenango.
L'abitato venne fondato attorno al 1580 da una famiglia proveniente da Totonicapán.